# Chicago Grand Prix 1985
Il Chicago Grand Prix 1985 è stato un torneo di tennis giocato sul sintetico indoor. È stata la 1ª edizione del Chicago Grand Prix, che fa parte del Nabisco Grand Prix 1985. Si è giocato a Chicago negli USA, dall'1 al 7 aprile 1985.

## Campioni

### Singolare
John McEnroe ha battuto in finale  Jimmy Connors per walkover

### Doppio
Johan Kriek /  Yannick Noah hanno battuto in finale  Ken Flach /  Robert Seguso con il punteggio di 3–6, 4–6, 7–5, 6–1, 6–4